# Кіпмоут Стедіум
«Кіпмоут Стедіум» (англ. Keepmoat Stadium) — багатофункціональний стадіон у Донкастері, Англія, домашня арена ФК «Донкастер Роверз».
Стадіон побудований у 2006 році та відкритий 3 серпня 2007року.
У 2010 році арена отримала відзнаку «Stadium Business Awards» як найкращий досвід матчів.